# 1259
Il 1259 (MCCLIX in numeri romani) è un anno  del XIII secolo.

## Eventi
- 1 gennaio - Michele VIII Paleologo è proclamato co-imperatore dell'Impero di Nicea insieme alla sua guardia Giovanni IV Lascaris.
- 11 agosto - il Gran Khan Munke o Möngke Khan muore, durante l'assedio dell'odierna Chongqing (Cina), colpito da un proiettile sparato dall'artiglieria cinese.
- Azzo VII d'Este, podestà di Ferrara sconfigge Ezzelino III da Romano a Cassano d'Adda.
- Settembre - I Paleologi acquisiscono la corona niceano - bizantina (battaglia di Pelagonia).

## Nati
- 25 marzo - Andronico II Paleologo, imperatore bizantino († 1332)
- 25 giugno - Ugo XIII di Lusignano, nobile francese († 1303)
- 27 settembre - Guido della Torre, condottiero e sovrano italiano († 1312)
- Demetrio II di Georgia, re († 1289)
- Rabia Bala Hatun, nobildonna ottomana († 1324)
- Edvige di Holstein, nobile tedesca († 1325)
- Giovanni della Verna, francescano e presbitero italiano († 1322)
- Enrico III di Bar, nobile francese († 1302)
- Rodrigo di Cerrato, religioso e storico spagnolo († 1276)
- Ubertino da Casale, predicatore e teologo italiano († 1329)

## Morti
- 14 gennaio - Matilde II di Boulogne
- 7 febbraio - Tommaso II di Savoia, conte (n. 1199)
- 14 marzo - Filippo Longo di Atri, religioso italiano
- 22 aprile - Adolfo IV di Berg, nobile
- 29 maggio - Cristoforo I di Danimarca, re (n. 1219)
- 11 agosto - Munke, condottiero mongolo (n. 1209)
- 29 agosto - Bronislava di Kamień, religiosa polacca
- 3 settembre - Dietrich von Grüningen
- 26 settembre - Ezzelino III da Romano, condottiero e politico italiano (n. 1194)
- 18 novembre - Adamo di Marsh, teologo inglese
- Omberto Aldobrandeschi, nobile italiano
- Beatrice di Savoia, principessa italiana (n. 1223)
- Pietro Capocci, cardinale italiano
- Gojong di Goryeo, re coreano (n. 1192)
- Bertoldo I di Neuchâtel, nobile svizzero
- Óláfr Þórðarson, storico e poeta islandese
- Matteo Paris, inglese (n. 1200)
- Rolando da Cremona, teologo italiano
- Bosone IV di Challant, nobile italiano
- Adelasia di Torres (n. 1207)

## Calendario
| Calendario 1259 | Calendario 1259 | Calendario 1259 | Calendario 1259 | Calendario 1259 | Calendario 1259 | Calendario 1259 | Calendario 1259 | Calendario 1259 | Calendario 1259 | Calendario 1259 | Calendario 1259 | Calendario 1259 | Calendario 1259 | Calendario 1259 | Calendario 1259 | Calendario 1259 | Calendario 1259 | Calendario 1259 | Calendario 1259 | Calendario 1259 | Calendario 1259 | Calendario 1259 | Calendario 1259 | Calendario 1259 | Calendario 1259 | Calendario 1259 | Calendario 1259 | Calendario 1259 | Calendario 1259 | Calendario 1259 | Calendario 1259 | Calendario 1259 |
| --------------- | --------------- | --------------- | --------------- | --------------- | --------------- | --------------- | --------------- | --------------- | --------------- | --------------- | --------------- | --------------- | --------------- | --------------- | --------------- | --------------- | --------------- | --------------- | --------------- | --------------- | --------------- | --------------- | --------------- | --------------- | --------------- | --------------- | --------------- | --------------- | --------------- | --------------- | --------------- | --------------- |
|                 | 1               | 2               | 3               | 4               | 5               | 6               | 7               | 8               | 9               | 10              | 11              | 12              | 13              | 14              | 15              | 16              | 17              | 18              | 19              | 20              | 21              | 22              | 23              | 24              | 25              | 26              | 27              | 28              | 29              | 30              | 31              |                 |
| Gennaio         | Me              | Gi              | Ve              | Sa              | Do              | Lu              | Ma              | Me              | Gi              | Ve              | Sa              | Do              | Lu              | Ma              | Me              | Gi              | Ve              | Sa              | Do              | Lu              | Ma              | Me              | Gi              | Ve              | Sa              | Do              | Lu              | Ma              | Me              | Gi              | Ve              |                 |
| Febbraio        | Sa              | Do              | Lu              | Ma              | Me              | Gi              | Ve              | Sa              | Do              | Lu              | Ma              | Me              | Gi              | Ve              | Sa              | Do              | Lu              | Ma              | Me              | Gi              | Ve              | Sa              | Do              | Lu              | Ma              | Me              | Gi              | Ve              |                 |                 |                 |                 |
| Marzo           | Sa              | Do              | Lu              | Ma              | Me              | Gi              | Ve              | Sa              | Do              | Lu              | Ma              | Me              | Gi              | Ve              | Sa              | Do              | Lu              | Ma              | Me              | Gi              | Ve              | Sa              | Do              | Lu              | Ma              | Me              | Gi              | Ve              | Sa              | Do              | Lu              |                 |
| Aprile          | Ma              | Me              | Gi              | Ve              | Sa              | Do              | Lu              | Ma              | Me              | Gi              | Ve              | Sa              | Do              | Lu              | Ma              | Me              | Gi              | Ve              | Sa              | Do              | Lu              | Ma              | Me              | Gi              | Ve              | Sa              | Do              | Lu              | Ma              | Me              |                 |                 |
| Maggio          | Gi              | Ve              | Sa              | Do              | Lu              | Ma              | Me              | Gi              | Ve              | Sa              | Do              | Lu              | Ma              | Me              | Gi              | Ve              | Sa              | Do              | Lu              | Ma              | Me              | Gi              | Ve              | Sa              | Do              | Lu              | Ma              | Me              | Gi              | Ve              | Sa              |                 |
| Giugno          | Do              | Lu              | Ma              | Me              | Gi              | Ve              | Sa              | Do              | Lu              | Ma              | Me              | Gi              | Ve              | Sa              | Do              | Lu              | Ma              | Me              | Gi              | Ve              | Sa              | Do              | Lu              | Ma              | Me              | Gi              | Ve              | Sa              | Do              | Lu              |                 |                 |
| Luglio          | Ma              | Me              | Gi              | Ve              | Sa              | Do              | Lu              | Ma              | Me              | Gi              | Ve              | Sa              | Do              | Lu              | Ma              | Me              | Gi              | Ve              | Sa              | Do              | Lu              | Ma              | Me              | Gi              | Ve              | Sa              | Do              | Lu              | Ma              | Me              | Gi              |                 |
| Agosto          | Ve              | Sa              | Do              | Lu              | Ma              | Me              | Gi              | Ve              | Sa              | Do              | Lu              | Ma              | Me              | Gi              | Ve              | Sa              | Do              | Lu              | Ma              | Me              | Gi              | Ve              | Sa              | Do              | Lu              | Ma              | Me              | Gi              | Ve              | Sa              | Do              |                 |
| Settembre       | Lu              | Ma              | Me              | Gi              | Ve              | Sa              | Do              | Lu              | Ma              | Me              | Gi              | Ve              | Sa              | Do              | Lu              | Ma              | Me              | Gi              | Ve              | Sa              | Do              | Lu              | Ma              | Me              | Gi              | Ve              | Sa              | Do              | Lu              | Ma              |                 |                 |
| Ottobre         | Me              | Gi              | Ve              | Sa              | Do              | Lu              | Ma              | Me              | Gi              | Ve              | Sa              | Do              | Lu              | Ma              | Me              | Gi              | Ve              | Sa              | Do              | Lu              | Ma              | Me              | Gi              | Ve              | Sa              | Do              | Lu              | Ma              | Me              | Gi              | Ve              |                 |
| Novembre        | Sa              | Do              | Lu              | Ma              | Me              | Gi              | Ve              | Sa              | Do              | Lu              | Ma              | Me              | Gi              | Ve              | Sa              | Do              | Lu              | Ma              | Me              | Gi              | Ve              | Sa              | Do              | Lu              | Ma              | Me              | Gi              | Ve              | Sa              | Do              |                 |                 |
| Dicembre        | Lu              | Ma              | Me              | Gi              | Ve              | Sa              | Do              | Lu              | Ma              | Me              | Gi              | Ve              | Sa              | Do              | Lu              | Ma              | Me              | Gi              | Ve              | Sa              | Do              | Lu              | Ma              | Me              | Gi              | Ve              | Sa              | Do              | Lu              | Ma              | Me              |                 |